# Speusippos
Speusippos (altgriechisch Σπεύσιππος, latinisiert Speusippus; * um 410–407 v. Chr.; † 339 oder 338 v. Chr.) war ein antiker griechischer Philosoph. Er war ein Neffe und Schüler Platons und dessen Nachfolger als Leiter der Platonischen Akademie (Scholarch). Da von seinen philosophischen Werken nur kleine Bruchstücke erhalten sind, gestaltet sich die Rekonstruktion seiner Lehren schwierig. Dank der Erschließung neuer Quellen seit der Mitte des 20. Jahrhunderts wird seine philosophische Leistung heute günstiger beurteilt als in der älteren Forschung. In zentralen Fragen entfernte sich Speusippos von der Auffassung Platons und schlug neue Wege ein.

## Leben
Speusippos war ein Sohn von Platons Schwester Potone und ihres Ehemanns Eurymedon von Myrrhinous. Er wuchs in Athen auf und schloss sich früh Platon an. Nach einer von Plutarch überlieferten Anekdote nahm Platon Anteil an der Erziehung des Jungen und brachte ihn von einem fragwürdigen Lebenswandel ab, was den Eltern nicht gelungen war. Wahrscheinlich nahm Speusippos auch Unterricht bei Isokrates.
Als der sizilische Politiker Dion von Syrakus, der mit Platon seit dessen erster Sizilienreise (um 388 v. Chr.) befreundet war, 366 vom Tyrannen Dionysios II. von Syrakus verbannt wurde, begab er sich nach Griechenland. In Athen trat er in Platons Akademie ein. Dort schloss er Freundschaft mit Speusippos; wie Plutarch berichtet, schenkte Dion, der sehr reich war, dem Freund ein Landgut. Im Jahr 361 unternahm Platon auf Einladung von Dionysios seine dritte Sizilienreise, begleitet von einigen seiner Schüler, darunter Speusippos und Xenokrates. Er wollte sich in Syrakus insbesondere für eine Rehabilitierung Dions einsetzen. Der Versöhnungsversuch misslang jedoch, und Dionysios beschlagnahmte Dions großes Vermögen, das er bisher nicht angetastet hatte; das bedeutete den endgültigen Bruch zwischen den beiden. Als radikaler Anhänger Dions gehörte Speusippos zu den Befürwortern einer gewaltsamen Lösung des Konflikts mit militärischen Mitteln. Er nutzte seinen Aufenthalt in Syrakus, um Erkundigungen über die Stimmung der Bürger einzuziehen. Damit wollte er herausfinden, wie sich die Bevölkerung im Falle eines Versuchs, den Tyrannen zu stürzen, verhalten würde. Diese Aktivitäten des Speusippos blieben Dionysios aller Wahrscheinlichkeit nach nicht verborgen. Platon und seine Schüler gerieten in den Verdacht, mit einer gewaltbereiten Opposition zu sympathisieren. Dies führte zur endgültigen Entfremdung zwischen Platon und dem misstrauisch gewordenen Tyrannen. Platon wurde von Söldnern des Dionysios bedroht, geriet in eine lebensgefährliche Lage und konnte nur mit Mühe eine Gelegenheit zur Abreise erlangen.
Nach Platons Rückkehr im Jahr 360 trieb Dion die Rüstungen für einen Feldzug voran, wobei er von seinen Freunden in der Akademie unterstützt wurde. Speusippos bestärkte ihn in der Annahme, dass der Tyrann bei seinen Untertanen verhasst und das Vorhaben daher aussichtsreich war. Einige Platoniker beteiligten sich an dem Unternehmen, das Dion 357 mit einer relativ kleinen Streitmacht von Söldnern begann. Speusippos blieb in Athen, ließ sich aber von einem der teilnehmenden Akademiemitglieder, Timonides von Leukas, brieflich über den erfolgreichen Verlauf des Kriegszugs unterrichten.
Nach Platons Tod übernahm Speusippos 348/347 die Leitung der Akademie; eine förmliche Wahl scheint nicht stattgefunden zu haben. Er führte ein Schulgeld ein und wich damit von der Haltung Platons ab, bei dem der Unterricht stets kostenlos gewesen war. Im Unterschied zu seinem Vorgänger Platon und seinem Nachfolger Xenokrates wohnte Speusippos als Scholarch nicht in der Akademie. Die schon zu Platons Zeit bestehende Rivalität mit der Schule des Isokrates setzte er fort. Im Kampf um die makedonische Hegemonie in Griechenland ergriff er mit Entschiedenheit für die makedonische Seite Partei. Er gehörte zu den eifrigen Anhängern des Makedonenkönigs Philipp II. und versuchte – anscheinend erfolglos – den Einfluss des Isokrates am makedonischen Hof zurückzudrängen.
Die Nachrichten über seinen Tod (339/338) sind widersprüchlich; angeblich setzte er wegen einer chronischen schweren Krankheit seinem Leben ein Ende. Bis zuletzt soll er schriftstellerisch tätig gewesen sein. Seinem Wunsch folgend wählten die Mitglieder der Akademie Xenokrates zu seinem Nachfolger.
Der Verfasser des unechten 13. Briefs in der Sammlung der Platon zugeschriebenen Briefe behauptet, Speusippos habe seine Nichte geheiratet.

## Werke
Von den philosophischen Schriften des Speusippos sind nur Fragmente erhalten. Er greift insbesondere Fragestellungen auf, die sich aus den späten Werken Platons ergeben. Diogenes Laertios überliefert ein unvollständiges Verzeichnis der Werke. Es umfasst 27 Titel, darunter sowohl Abhandlungen als auch Dialoge. Behandelt werden Themen der Metaphysik, Mathematik, Erkenntnislehre, Wissenschaftstheorie, Sprachphilosophie, Ethik, Politik, Theologie und Kosmologie, vermutlich auch der Rhetorik. Aus der Korrespondenz des Speusippos ist nur ein Brief an König Philipp II. erhalten.

### Homoia
Etwa ein Drittel der bekannten Fragmente stammt aus seinem aus zehn Büchern bestehenden Hauptwerk „Ähnliche Dinge“ (Hómoia). Es handelte sich um eine systematisch geordnete Darstellung der Gesamtheit der damals bekannten Dinge. Dabei ging es Speusippos aber nicht um die Schaffung einer Enzyklopädie als Nachschlagewerk, sondern sein Ziel war eine durchgängige Klassifikation der gesamten Wirklichkeit nach einer einheitlichen Methode der Definition und Begriffsbildung. Zu diesem Zweck entwarf er ein umfassendes System von Gattungen und Arten. Als Ordnungsprinzip diente, wie der Titel besagt, die Ähnlichkeit. Dabei scheint Speusippos mehrere Grade der Ähnlichkeit unterschieden zu haben. Vermutlich ging das ambitiöse Vorhaben auf eine Anregung Platons zurück.
Erhalten sind rund sechzig zoologische und botanische Beispiele. Sie stammen alle aus dem zweiten der zehn Bücher, das der biologischen Systematik gewidmet war. Die Erörterungen betreffen in erster Linie Einzelfälle aus der zoologischen und botanischen Systematik. Auffallend sind Übereinstimmungen von Speusippos’ Klassifikationen mit denen des Aristoteles in dessen Historia animalium. In den übrigen neun Büchern der Homoia wurde die Gliederung der unbelebten Natur dargestellt; dort wurde wohl auch die Einteilung der Metaphysik, der Mathematik, der Ethik und der Technik behandelt.
Unklar ist, ob es Speusippos nur um die Methodik des Klassifizierens ging, also um die philosophische Frage nach allgemeinen Gesetzen der Gliederung der Wirklichkeit, oder ob er seine naturkundlichen Untersuchungen auch aus einem spezifisch naturwissenschaftlichen Interesse anstellte. Jedenfalls ist ein empirischer Ansatz bei ihm nicht feststellbar; erst Aristoteles vollzog den Schritt zur empirischen Wissenschaft und wandte sich damit vom Wissenschaftsverständnis der Akademie ab.

### Weitere philosophische Werke
Weitere Schriften, die demselben Themenbereich gewidmet waren wie die Homoia, trugen die Titel „Über Beispiele von Gattungen und Arten“ (oder: „Über Gattungen und Arten als Beispiele“, Peri genōn kai eidōn paradeigmátōn), „Einteilungen und Annahmen hinsichtlich der ähnlichen Dinge“ (Dihairéseis kai pros ta hómoia hypothéseis) und „Definitionen“ (hóroi). Ferner verfasste er eine Abhandlung „Über die pythagoreischen Zahlen“ (Peri Pythagorikōn arithmōn), worin er seine Theorie der Zahlen darlegte; er behandelte die Zahlen unter dem Gesichtspunkt ihrer „Ähnlichkeit“, das heißt ihrer Eigenheiten, Gemeinsamkeiten, Analogien und gegenseitigen Beziehungen. Dabei ging er von einer Zuordnung der Zahlen zu bestimmten geometrischen Figuren wie etwa Quadraten, Rechtecken und den platonischen Körpern aus. Von diesem Werk ist ein Auszug erhalten.
Eingehend äußerte sich Speusippos zur Frage nach der Funktion der Lust, die Platon in seinem Dialog Philebos behandelt hatte. Mit diesem Thema befasste er sich in einem Dialog mit dem Titel Aristippos (benannt nach Aristippos von Kyrene, einem prominenten Vertreter des Hedonismus) sowie in einer Abhandlung „Über die Lust“ (Peri hēdonḗs). Einige andere Schriften waren anscheinend rhetorischen Themen gewidmet.
Ferner verfasste Speusippos ein „Enkomion (Lobrede oder Lobschrift) auf Platon“. Unklar ist, ob es sich dabei um die Gedenkrede handelt, die Speusippos entweder beim Leichenmahl Platons hielt oder (wahrscheinlicher) anlässlich der ersten Feier von Platons Geburtstag, der nach dessen Tod alljährlich in der Akademie gefeiert wurde. Hier taucht erstmals die Legende von Platons göttlicher Abstammung auf; sein Vater soll der Gott Apollon gewesen sein. Allerdings ist kaum anzunehmen, dass Speusippos selbst an die Legende glaubte.

### Briefe
In der Sammlung der „Sokratikerbriefe“ sind acht Briefe überliefert, die angeblich von Speusippos verfasst wurden oder an ihn gerichtet waren. Nach heutigem Forschungsstand sind alle außer einem Schreiben des Philosophen an König Philipp II. unecht. Die Echtheit des Briefs an Philipp wird in der neueren Forschung fast einhellig angenommen, wenn auch nicht mit restloser Gewissheit. In dem 343/342 verfassten Brief wird dem König ein Historiker namens Antipatros von Magnesia empfohlen, der besser als Isokrates geeignet sei, für die makedonische Politik zu werben. Die Gegnerschaft zu Isokrates, mit dem Speusippos um die Gunst Philipps rivalisierte, tritt unverhüllt zutage. Umstritten ist, ob der Brief privat war oder sein Verfasser ihn zwecks Beeinflussung der öffentlichen Meinung zur Veröffentlichung bestimmte.
Es soll auch eine Korrespondenz des Speusippos mit Dionysios II. gegeben haben. Briefliche Äußerungen des Tyrannen gegenüber dem Philosophen sind zitatweise überliefert, die Authentizität dieser Zitate ist allerdings ungewiss.

## Lehre
Speusippos wich in wesentlichen Punkten von der Lehre Platons ab, in der er, wie Aristoteles berichtet, „Schwierigkeiten“ entdeckt hatte. Dies betrifft insbesondere die Ontologie.
Gesamthaft wirkt das Weltbild des Speusippos komplexer und weniger übersichtlich als dasjenige Platons. Die Gründe dafür sind, dass die Seinsstufen weniger stringent miteinander verknüpft werden und die ontologische Ordnung nicht zugleich durchgängig eine Wertordnung darstellt. Zudem treten die Beziehungen zwischen den Elementen der Wirklichkeit gegenüber deren je besonderer Eigenart in den Vordergrund. Diese Art des Philosophierens trug Speusippos den Vorwurf des Aristoteles ein, er denke episodenhaft und stelle die Wirklichkeit wie in einer schlechten Tragödie dar.

### Ontologie
Für den ontologischen Stufenbau der Welt nimmt Speusippos fünf Stufen an. Es gilt folgende Abfolge: zuoberst das Eine, das aber nicht als Stufe aufgefasst wird, sondern über allen Stufen steht; dann als erste (oberste) Stufe die Zahlen, als zweite die geometrischen Figuren, als dritte die bewegte Weltseele. Die Weltseele wird als mathematische (geometrische) Wesenheit aufgefasst und als „Idee (Gestalt) des überallhin Ausgedehnten“ definiert. Die vierte und die fünfte Stufe umfassen den Bereich der sinnlich wahrnehmbaren Körper, dessen Unterteilung nicht überliefert ist; vermutlich bilden die belebten Körper die vierte Stufe, die unbelebten materiellen Objekte die fünfte. Die Zahlen bringen die Vielheit und die ousía („Seiendheit“) mit sich, die geometrischen Figuren zusätzlich die Ausdehnung, die Seele führt die Bewegung ein und mit den Körpern tritt die Materialität hinzu. Die erste und die zweite Stufe machen den göttlichen Nous aus.
Speusippos weigert sich, wie Platon das Gute mit dem Einen und der archḗ, der Weltursache, gleichzusetzen. Er argumentiert, das Eine müsse als Wertprinzip allem Werthaften, also auch dem Guten, übergeordnet sein. Außerdem liege das Gute im Nutzen und Ertrag (etwa von Pflanzen und Nutztieren), also im Ziel von etwas und somit nicht in dessen Ursache oder Ursprung. Das Gute könne nicht mit dem Einen zusammenfallen, denn sonst müsste die Vielheit, die den Gegenpol des Einen bildet, das Schlechte an sich sein. Dann müsste alles, woran Vielheit beteiligt ist, also auch die mathematischen Gegebenheiten, in einem gewissen Ausmaß schlecht sein. Damit verwirft Speusippos einen Kernbestandteil von Platons Metaphysik. Er entfernt aus dem ontologisch höchstrangigen Bereich des Einen die ethische Vorstellung von Güte, denn ethische Begriffe sind aus seiner Sicht nur für Seinsebenen angemessen, auf denen die „Natur der seienden Dinge“ weiter fortgeschritten ist. Den Vorgang der Entstehung von Mannigfaltigkeit aus der Einheit hält er für an sich wertneutral. Eine Ablehnung der Vielfalt und der Materie, in der sie existiert, als Ursprung des Übels ist somit für Speusippos unangebracht. Vielmehr betrachtet er Einheit und Vielheit als Urprinzipien, die beide jenseits des Bereichs des Seienden und des Werthaften liegen. Einheit und Vielheit sind für ihn unmittelbar Prinzipien der Zahlen und dadurch mittelbar Prinzipien von allem. Die Materie, in der sich die Vielheit sinnlich wahrnehmbar manifestiert, kann nicht an sich schlecht sein, denn sie ist Aufnahmestätte des Guten; wäre sie für dasjenige empfänglich, zu dem sie in absolutem Gegensatz steht, würde dies zu ihrer Selbstaufhebung führen. Begriffe wie „gut“ und „schlecht“, „schön“ und „hässlich“ sind somit nur auf einen Zwischenbereich zwischen Einheit und Vielheit anwendbar. Dort tritt das Werthafte zuerst als Schönes auf (nämlich im Bereich der mathematischen Gegebenheiten) und dann erst als Gutes (im Bereich des Seelischen und Körperlichen).
Eine weitere Neuerung liegt darin, dass Speusippos die Eigenart eines jeden Seinsbereichs betont und jeder Seinssphäre eine spezifische Seinsstufe zuweist. Damit wertet er das Einzelne gegenüber dem Allgemeinen ontologisch auf, während Platon sein Erkenntnisstreben grundsätzlich auf das Allgemeine als das Höherrangige konzentriert. Die Prinzipien der Seinsstufen leitet Speusippos nicht direkt auseinander ab, sondern stellt nur Analogien zwischen ihnen fest.
Auch von Platons Ideenlehre wendet sich Speusippos ab. Für die allgemeinen Wesenheiten (Platons Ideen) nimmt er kein eigenständiges, von den Einzeldingen abgetrenntes Sein an. Damit kehrt er Platons ontologische Rangordnung zwischen dem Allgemeinen und dem Einzelnen um; das Allgemeine ist bei ihm vom Einzelnen abhängig und an es gebunden. An die Stelle der platonischen Ideen treten bei Speusippos die Zahlen und die geometrischen Figuren. Gemeint sind die mathematischen Zahlen als solche, nicht deren Ideen wie „Zweiheit“ oder „Dreiheit“. Den Zahlen und Figuren weist Speusippos eine selbständige, unabhängige metaphysische Existenz zu. Er betrachtet sie als vom menschlichen Geist unmittelbar erfassbare Realitäten, deren Erkenntnis den Ausgangspunkt aller sonstigen Erkenntnisse bilde. Mit diesem Konzept vereinigt er Mathematik und Metaphysik; die Gesetze der Mathematik erscheinen zugleich als diejenigen der Metaphysik. Der platonische Grundsatz des ontologischen Vorrangs des Mathematischen vor dem Vergänglichen bleibt trotz des Verzichts auf die Ideenlehre gewahrt.
Im Gegensatz zu Aristoteles, der den unbewegten Beweger (das erste Prinzip) als reinen Akt betrachtet und damit der Wirklichkeit ontologische Priorität gegenüber der Möglichkeit gibt, tritt Speusippos für das umgekehrte Verhältnis ein. Er fasst das erste Prinzip als reine Potenz (Möglichkeit) auf, die erst etwas hervorbringen muss, um selbst wirklich existieren zu können. Dieser Gedanke eignet sich zugleich als Erklärung dafür, dass das erste Prinzip überhaupt etwas hervorbringt. Aristoteles, der diese Position kritisiert, illustriert die beiden gegensätzlichen Standpunkte mit dem Beispiel, dass ein erwachsenes Lebewesen (Akt) vor dessen Samen (Potenz) existieren müsse; Speusippos nehme zu Unrecht die umgekehrte Reihenfolge an (siehe Henne-Ei-Problem). Mit seinem Verständnis des Einen nimmt Speusippos ein Element neuplatonischen Denkens vorweg. Er betrachtet das Eine als absolute Grenze und absolutes, Vielheit und Quantität aufhebendes Minimum, das zugleich unendlich und insofern auch ein Maximum ist.

### Wissenschaftstheorie und Sprachphilosophie
Speusippos stellt an eine Definition hohe Anforderungen. Er meint, man könne ein Ding nur dann definieren, wenn man weiß, worin es sich von allen anderen Dingen unterscheidet. Demnach setzt jede Definition eine Kenntnis der Gesamtwirklichkeit voraus; das Verhältnis des zu definierenden Dings zu allem anderen Existierenden muss bekannt sein. Daraus leitet Speusippos aber nicht eine skeptische Haltung hinsichtlich der Möglichkeit einer korrekten Wesensbestimmung einzelner Dinge ab. Vielmehr meint er, im Rahmen einer universalen Klassifikation, auf die sein Werk Homoia abzielt, könne die Beziehung jedes Gegenstands zu jedem anderen dargelegt werden. Dahinter steht die Auffassung, dass Einzeldinge nicht separat existieren, sondern nur durch die Gesamtheit ihrer Beziehungen zu anderen Dingen konstituiert werden. Diesem Konzept folgt Speusippos in seinen Homoia, wo er auf der Basis von Aussagen über Ähnlichkeitsbeziehungen klassifiziert. Sein Ansatz unterscheidet sich von Platons Verfahren der Dihairesis, bei dem man differenzierend durch dichotomische Aufteilung von Gattungen über Untergattungen zu Arten voranschreitet.
Auf diese Art geht Speusippos auch in der Sprachphilosophie vor. Er untersucht Bezeichnungen und Definitionen. Dabei ist für seine Denkweise charakteristisch, dass er die Begriffe nicht nach ihren je eigenen Merkmalen einteilt, sondern die verschiedenen Arten ihrer Beziehungen zueinander klassifiziert. Er teilt die möglichen Verhältnisse zwischen Wörtern in zwei Haupt- und fünf Untergruppen nach dem Kriterium, inwieweit die Bedeutungen übereinstimmen.

### Kosmologie
In der Kosmologie gehörte Speusippos ebenso wie sein Nachfolger Xenokrates zu den Anhängern der Auffassung, dass die Darstellung der Weltschöpfung in Platons Dialog Timaios nicht im buchstäblichen Sinne einer Erschaffung zu einem bestimmten Zeitpunkt gemeint ist, sondern Platons Ausdrucksweise metaphorisch zu verstehen ist und nur aus einem didaktischen Grund gewählt wurde. Wie zahlreiche andere Platoniker hielt Speusippos die Welt für ewig.

### Ethik
Wie in der antiken Philosophie allgemein üblich, erscheint auch bei Speusippos die Eudaimonie als Ziel menschlichen Handelns. Er versteht darunter die Beschwerdelosigkeit (aochlēsía), die von den „Guten“ angestrebt werde. Mit Beschwerdelosigkeit meint er sowohl die Abwesenheit von Schmerz als auch die Vermeidung von Lust; die Lust betrachtet er nämlich nicht als Gut, sondern wertet sie negativ. Schmerz und Lust sind für ihn Phänomene des Werdens und der Bewegung und als solche dem ruhenden Sein einer affektfreien Indifferenz unterlegen. Umstritten ist in der Forschung seit langem, ob die von Platon im Dialog Philebos erwähnten „Gegner des Philebos“, nach deren Ansicht Lust nur das Aufhören von Schmerz ist und somit nicht eigenständig existiert, Anhänger der Lustlehre des Speusippos waren. Wenn dies – wie zahlreiche Forscher annehmen – der Fall ist, hat Platon sich im Philebos mit der Auffassung seines Neffen auseinandergesetzt.

## Rezeption
Aristoteles geht wiederholt auf Lehren des Speusippos ein. Er kritisiert sie polemisch, lässt sich aber auch von ihnen anregen, denn ihre Abweichungen von Platons Auffassungen kommen seiner eigenen Platon-Kritik entgegen.
In der Platonischen Akademie war die Nachwirkung von Speusippos’ Lehren relativ gering, zumal da sein Nachfolger Xenokrates eine andere Richtung einschlug, die sich als zukunftsträchtiger erwies. Die Speusippos-Tradition erlosch aber nicht, sondern wirkte bis in die Spätantike fort. Im Neuplatonismus wurde Speusippos’ Gedanke aufgegriffen, dass das Eine sich oberhalb des Bereichs des Seins befinde und insofern selbst nicht etwas Seiendes sei. Der spätantike Neuplatoniker Iamblichos kannte das System des Speusippos; in seinem Werk De communi mathematica scientia teilt er einen Abriss davon mit.
Als Persönlichkeit des öffentlichen Lebens war Speusippos in der Antike wegen seiner politischen Parteinahmen umstritten. Die gegensätzlichen Meinungen über ihn spiegeln sich in den Quellen. Seine Biographie bei Diogenes Laertios enthält Material aus einer ihm wohlgesinnten und einer gegnerischen Tradition. Plutarch berichtet Vorteilhaftes, darunter eine günstige Meinung Platons über Speusippos. Athenaios und Diogenes Laertios überliefern Angaben von gegnerischer Seite, die angeblich auf Briefe des Tyrannen Dionysios II. zurückgehen. Den Behauptungen seiner Feinde zufolge war Speusippos jähzornig, vergnügungssüchtig, dem Alkohol zugeneigt und geldgierig. Der Kirchenschriftsteller Tertullian schreibt, offenbar einer Legende folgend, Speusippos sei bei einem Ehebruch ums Leben gekommen.
In der modernen Forschung galt Speusippos’ Denken lange als abstrus. Diese Einschätzung entstand unter dem Eindruck der einseitigen Darstellung des Aristoteles. Als jedoch Philip Merlan 1953 das große Speusippos-Fragment bei Iamblichos entdeckte und in der Folgezeit weitere Quellen erschlossen wurden, ergab sich ein wesentlich vorteilhafteres Bild der philosophischen Leistung von Platons Nachfolger. Hans Krämer hält ihn für die neben Platon und Aristoteles „stärkste philosophische Potenz der Älteren Akademie“. Weiterhin negativ beurteilt wird seine als opportunistisch eingeschätzte vorbehaltlose Parteinahme für Philipp II.

## Ausgaben und Übersetzungen
- Margherita Isnardi Parente (Hrsg.): Speusippo. Frammenti. Neapel 1980, ISBN 88-7088-011-7 (Edition der Fragmente mit italienischer Übersetzung und Kommentar)
- Margherita Isnardi Parente (Hrsg.): Supplementum Academicum. In: Atti della Accademia Nazionale dei Lincei. Classe di scienze morali, storiche e filologiche. Memorie, Reihe 9, Bd. 6, 1995, S. 247–311 (enthält Ergänzungen zur 1980 erschienenen Edition der Herausgeberin)
- Anthony Francis Natoli: The Letter of Speusippus to Philip II. Franz Steiner, Stuttgart 2004, ISBN 3-515-08396-0 (Edition des Briefs mit englischer Übersetzung, Einleitung und Kommentar)
- Wilhelm Nestle (Hrsg.): Die Sokratiker. Scientia, Aalen 1968 (Neudruck der Ausgabe Jena 1922; enthält S. 192–199 Speusippos-Fragmente in deutscher Übersetzung)
- Leonardo Tarán: Speusippus of Athens. A critical study with a collection of the related texts and commentary. Brill, Leiden 1981, ISBN 90-04-06505-9